# Église Saint-Vedast alias Foster
L'église St-Vedast alias Foster, appelée aussi St Vedast Foster Lane, est une église anglicane, située Foster Lane, dans la Cité de Londres.  
Cette église est dédiée à Vaast d'Arras, évêque de Gaule, mort à Arras en 540. Le nom de Vaast est la forme flamande du latin Védastus, il se décline en Foster en anglais ou Gaston en Français.

## Histoire
L'église d'origine a été fondée avant le XIIIe siècle, elle a été agrandie au XIIIe siècle . 
L'église a été touchée par le grand incendie de Londres en 1666, mais n'a pas été détruite. Elle a été réparée en 1695 et 1701 par Christopher Wren. Le clocher a été ajouté en 1712, probablement selon les plans de Nicholas Hawksmoor.
L'église a été très endommagée par les bombardements pendant le Blitz de la Seconde Guerre mondiale en 1940 et 1941. Les travaux de réparation après la guerre ont été achevés en 1962. Le 4 janvier 1950, l'église est devenue monument classé de grade I.

## Galerie

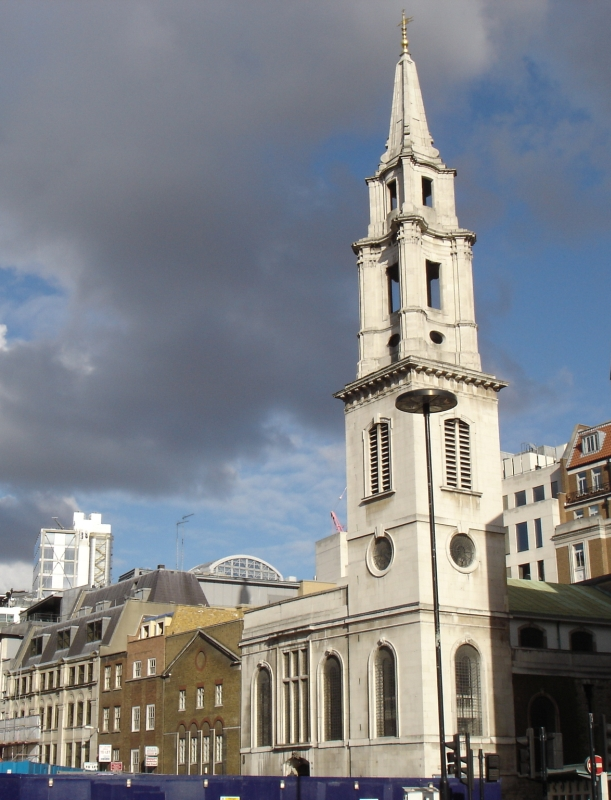
En 2006, avant la construction de l'immeuble à l'angle de Foster Lane
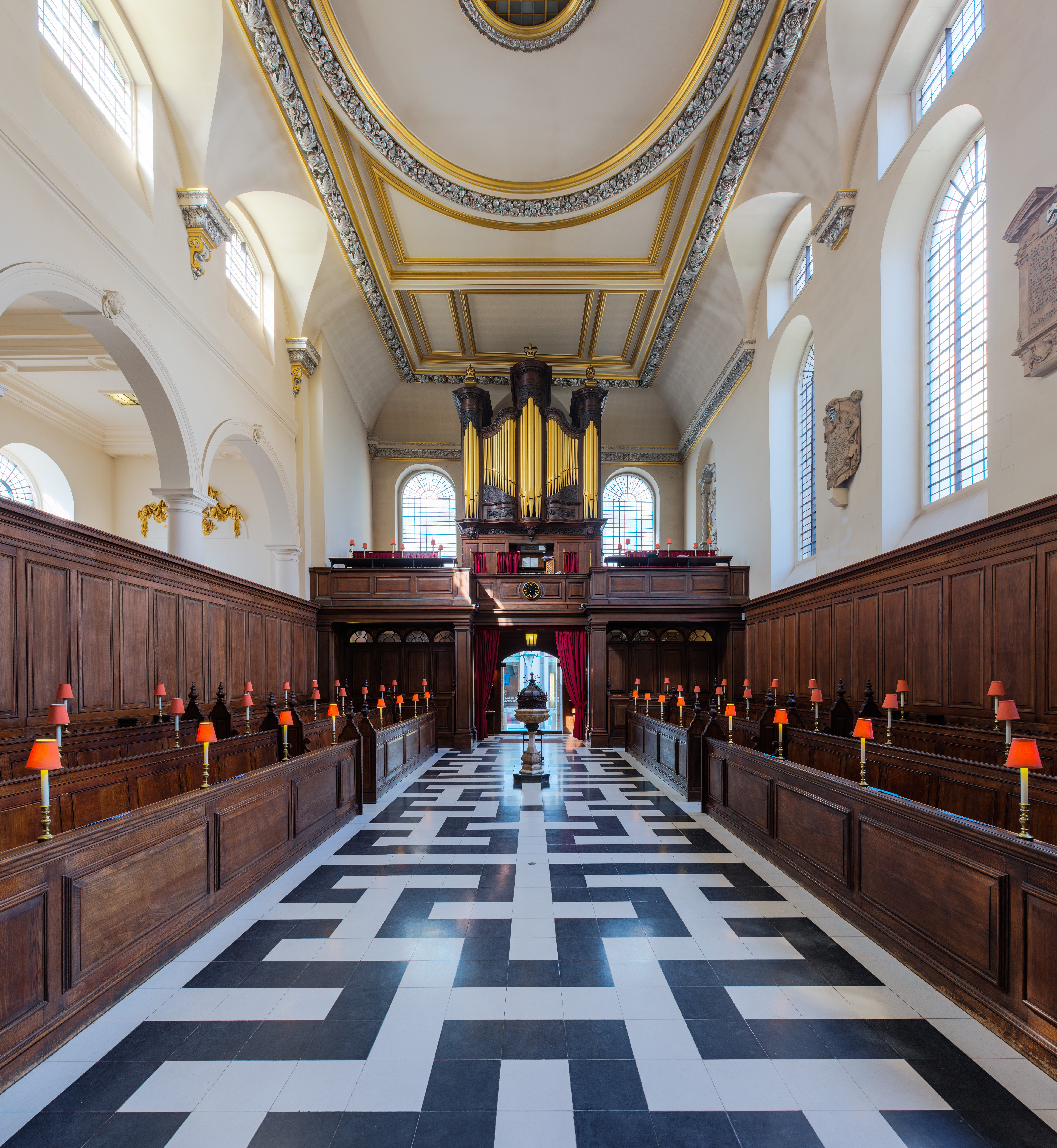
Vue de l'intérieur
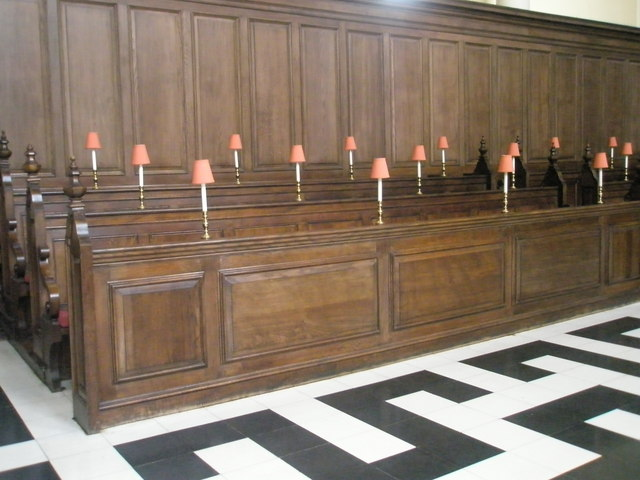
Bancs du chœur